# Allia
Allia är en biflod till Tibern i Italien och mynnar i Tibern 16 km norr om Roms centrum.